# Lord (együttes)
A Lord szombathelyi hard rock együttes, amelyet 1972-ben Vida Ferenc, Sipőcz Ernő, Papp László és Sütő István alapított. Első nagylemezüket (Big City Lights) 1985-ben készítették el Ausztriában. Az 1980-as évek végén már Pohl Mihály énekessel tettek szert nagy népszerűségre a magyar rockrajongók között. Ekkor három stúdióalbumot is kiadtak. Az 1990-es éveket a tagcserék és a korlátozott lehetőségek jellemezték a Lord számára. A feltámadást az ezredforduló és a 2000. április 30-án tartott újjáalakuló koncert hozta el, amikor ismét együtt állt színpadra az Erős Attila – Gidófalvy Attila – Gyurik Lajos – Pohl Mihály – Vida Ferenc felállású Lord együttes. 2005-ben személyes ellentétek miatt az alapító tag, Vida Ferenc ismét távozni kényszerült. A Lord együttes ma is aktív, folyamatosan koncerteznek.

## Slágerzene (1972–1981)
A Lord együttes 1972-ben alakult Szombathelyen. A Red Fire nevű, feldolgozásokat játszó zenekar két tagjához, Papp László billentyűshöz és Vida Ferenc basszusgitároshoz csatlakozott Sipőcz Ernő gitáros/énekes és Sütő István dobos. A zenekar a Lord cigarettamárkáról kapta a nevét. Sipőcz kitűnően énekelte a korszak sláger jellegű dalait, így többnyire feldolgozásokat játszottak külföldi sztároktól. 1974 elején Papp és Sütő távozott az együttesből. Nádas Károly lett az új dobos, az új gitáros pedig Szántai Gyula (ex-Mokka együttes). Még mindig slágerszámokat játszottak, de már olyan hard rock előadóktól is, mint a Deep Purple, a Nazareth, később a Sweet, a Slade, a Led Zeppelin és a Kiss. 1978-ban írták első saját dalukat Rakétamotor címmel.
1980-ban eljutott az együttes a budapesti Metró Klub országos tehetségkutató versenyére. A próbák és koncertek között nagyon kevés pihenőidő volt, ráadásul munka és család mellett zenéltek. Talán ez is hozzájárult, hogy Szántai Gyula még ebben az évben kilépett az együttesből. Ezután csatlakozott a csapathoz Erős Attila, aki beváltotta a hozzá fűzött reményeket, és a koncerteken már óriási gitárszólókat játszottak. Erős egy rövid ideig már 1976-ban is játszott a csapatban. Belépett Török József „Juszuf” (ex-Aero együttes), aki orgonán játszott. Erős Attila és Török József több dalt is komponált közösen.
1981-ben Sipőcz Ernő úgy érezte, elfáradt, nem tudja folytatni, és elköszönt a Lordtól. Az új énekes megtalálásáig, az átmeneti időszakban Erős Attila is besegített koncerten az éneklésbe; néhány régi koncertfelvételen hallható a hangja. Végül a soproni Roller együttesből Pohl Mihály lett a Lord énekese. Sipőcz később saját együttest alapított, ami Sipőcz Rock Band néven Sipi haláláig működött. Műsoruk a korai Lord-dalokra épült, de voltak saját szerzeményeik is. Az együttesben több egykori Lord-tag is játszott (Szántai Gyula, Harangozó Gyula, Török József, Paksi János).

## Nagyvárosi fények(1982–1987)
Pohl Mihály tiszta, egyedi hangja arra ösztönözte a zenészeket, hogy egy új hangzásvilágot megálmodva igazítsanak a nótákon, s egy-két fokozattal visszább vegyék a „metálos” jegyeket. A régi dalok megújítását újabbak írása követte. Balogh József nagysimonyi költő-tanár segítségével felfrissült a dalszövegek többsége is. A Szombathelyi Művelődési és Sportházban ünnepelte 10. születésnapját az együttes. A zenekarvezető Vida Ferenc a Városházán kitüntetésben részesült, amely az egész zenekar munkájának elismerése volt.
Felmerült, hogy székhelyüket a fővárosba helyezzék át, és költözzenek Budapestre, végül úgy döntöttek, maradnak. 1984-re a kilátástalannak tűnő helyzet (a lemeznélküliség) mind jobban felőrölte az emberi kapcsolatokat a zenekarban. Török József befejezte az aktív zenélést (később, 2006-2014 között állandó vendégként, és Gidófalvy Attila helyetteseként tűnt fel a koncerteken), majd nem sokkal később Nádas Károly is kivált a zenekarból. A billentyűs hangszereket az akkor 15 éves Mészáros Gábor vette át, dobos posztra pedig Hollósi Lászlót ajánlották, aki jazz-rock stílusban ismert volt már a Vas megyei régióban.
A Lord felkeltette egy bizonyos Gerhard Sulyok osztrák stúdiótulajdonos figyelmét, aki próbafelvételt ajánlott. A burgenlandi Felsőlövőben (Oberschützen) a Sica Sound Music Studioban egy hét kemény munka után elkészült a Big City Lights című nagylemez, melyet eredetileg 300-400 példányban adtak ki, és 1988 áprilisában jelent meg Ausztriában. Joe Schneider osztrák hangmérnök mindent megtett, hogy a lemez úgy szóljon, hogy a nyugaton is versenyképes legyen. A zenekar ugyanebben az évben ünnepelte 13. születésnapját. Megjelent egy érdekes kiadvány Lord rock sztori címmel Kozma Gábor tollából a zenekarról és a műfajról.
1986-ban a Magyar Televízió Pulzus című műsorában bemutatkozott a Lord a Zaklatott fények című dallal. Talán az osztrák lemez hírére vagy a rajongók akaratának, igényének engedve, megjelent a Lord együttes első magyarországi kislemeze, az Akarom őt! / Tépett álom (Csakis a lényeg). A lemezt elkapkodták, utánnyomás nem történt. A rádióban többször is elhangzott a Tépett álom, amely szélesebb körű ismertséget adott a zenekarnak. 1986 nyarán a budapesti MTK stadionban fellépő Rod Stewart koncertjén a Lord együttes melegítette be a közönséget óriási sikerrel.
A növekvő rajongótábor igényeit kielégítendő Vidáék új színpadképet, fellépő öltözéket és látványt találtak ki, korszerűsítették a hangosító és világító berendezéseket. Közben sorra alakultak a rajongó klubok, működni kezdett az Országos Lord Levelező és Rajongó Klub Tatabányán, a Közművelődés Házában. A televízió Zenebutik c. műsora élőben közvetítette a Lord koncertjét Sopronból. November 6-án a Vörösmarty (egykori Ganz–MÁVAG) Művelődési Házban beindult a budapesti Lord Klub.
Mészáros Gábor kivált a zenekarból, és helyét az egyik legnagyobb magyar színpadi showman, zenész, szerző Gidófalvy Attila (Beatrice, Karthago, Fáraó) vette át.

## Három év, három lemez (1988–1990)
Januárban az ausztriai Felsőlövőn, a Sica Sound Studióban az együttes saját költségén rögzítette az első Magyarországon megjelenő albumuk anyagát Szemedben a csillagok címmel. Népszerűségüknek köszönhetően közel 65 000 példányban kelt el a Hungaroton által kiadott lemez (Gidófalvy Attila szerint 87 000 példány fogyott a lemezből). A Fázom a szélben c. dalhoz videóklip készült, amit többször sugárzott a televízió. Fontos, hogy a lemezre újra felkerült a Vándor c. dal, mert a Big City Lights hiánycikk volt itthon, így a dalt a magyar közönség hanghordozón is meg tudta hallgatni. A Magyar Televízió rögzítette a Kertészeti Egyetem Klubjában adott koncertjüket, amely később adásba is került. A Lord fellépett az 1986-os siófoki Interpop Dalfesztiválon a Róka és a holló c. dallal, amely kislemezen is megjelent.
Ebben az időszakban adták ki a „Lord együttes himnuszának” is nevezett Vándor című dalt (1988), melynek zenéjét Török József, míg szövegét Spielmann Erika írta.
1989-ben Hollósi László – menedzseri nyomásra - elbúcsúzott a zenekartól, és helyette Gyurik Lajos „Loui” (ex-Fáraó, Árkádok együttes) ült a dobok mögé. Hamarosan stúdióba vonultak, hogy elkészítsék a következő lemezt Ragadozók címmel. Ide is felvettek egy régi számot, a Kisfiú címűt, új hangszerelésben. Az anyagot ismét Ausztriában rögzítették, de a lemezt a Hungaroton gondozta. Ausztriában viszont kiadtak egy angol nyelvű maxi kislemezt Be The Light címmel.
A Ragadozók c. dalhoz videóklipet készítettek. Az országos turnét a Blind Petition nevű osztrák metal csapattal teljesítették. A tatabányai koncerten készült egy videóklip az Álmaim asszonya c. dalhoz. A turné közben a zenekar az új lemez előkészítésével, dalok komponálásával is foglalkozott. Ősszel aztán bevonultak Dorozsmai Péter stúdiójába (Tom-Tom), hogy rögzítsék a harmadik lemez anyagát.
1990-ben jelent meg a Lord 3, csupa új dallal. Az Egyedül c. dalhoz egy szerényebb kivitelű videóklip is készült. A lemezbemutató koncert kicsit csúszott, mivel Gidófalvy Attila és Gyurik Lajos még az új lemez megjelenése előtt elbúcsúztak a zenekartól. Helyükre Németh Zoltán és Paksi János érkezett.

## Az utca kövén, Olcsó és ügyes(1991–1999)
1991-ben jelent meg a Lord következő albuma: Az utca kövén. Ezen a lemezen debütál a Lord tagjaként Keszei Tamás a billentyűknél. Nem sokkal a megjelenés után a zenekarvezető Vida Ferenc távozott, a basszusgitárt Harangozó Gyula vette át.
1993-ban újabb fontos változás történt. Sokévi tagság után a Lord zenéjének meghatározó egyénisége és egyben második frontembere, Erős Attila kivált a zenekarból. Helyét Baán Imre vette át, aki a Dózis együttesből érkezett. Szintén elment Harangozó Gyula, akit az Attack nevű zenekarból érkező Bujtás Ervin váltott fel.
Ekkor a zenekar háza táján egy tehetős szponzor tűnt fel, aki anyagilag támogatta a Lord turnéját, és a megkötött szerződés szerint az év végéig egy új nagylemezt is ki kellett adniuk. A csapat gőzerővel dolgozott, és az 50 percnyi anyagot a Vida Ferenc által életre hívott LMS Stúdióban vették fel igen rövid idő alatt, mindössze 80 óra stúdiómunkával. Karácsony előtt jelent meg az új album Olcsó és ügyes címmel CD-n és kazettán. A lemezt Vida Ferenc kiadója, az LMS Records adta ki. A lemez anyagával koncertezett a zenekar, igaz már kevesebb sikerrel.
1994-ben megjelent a Big City Lights CD-változata, szintén az LMS Records gondozásában. 1995-ben Vida Ferenc kiadója megjelentette a régi Lord együttes ("ős-Lord") dalainak összeállítását Fehér galamb (1972–1982) címmel. A kis példányszámú, különleges kiadvány hamar elfogyott a boltok polcairól. A dalokat még Sipőcz Ernő, a Lord egykori tagja énekelte fel, Szántai Gyula pedig gitárjátékával idézte a dalok eredeti hangulatát. Egyedül a dobprogram tűnik természetellenesnek.
1996-ban az elköszönő Bujtás Ervin basszusgitáros helyére új tag érkezett, egy képzett jazz-zenész, Koós László „Csubi”. A zenekar egy koncertlemezzel (helyesebben koncertkazettával) jelentkezett Live 1. címmel. Az augusztusban Budapesten rögzített anyagot a Vida Music Studio (VMS) adta ki, producere pedig maga Vida Ferenc volt. 1997-ben ismét basszusgitárost cseréltek: a Dózis együttes egykori tagja, Weinelt Gábor nemcsak kiváló bőgős, hanem énekes is.
A Lord alkalmi fellépésekkel próbálta megtartani rajongóit. Biztos bázis maradt Szombathely, Budapest és nem utolsósorban az évente megrendezett fesztivál a sitkei kápolnánál. Nyolc év közös munka után a Pohl–Baán–Paksi–Keszei felállású zenekar utolsó koncertjére végül 1999 augusztusában került sor. A nagy sikerű sitkei fellépésről készített felvételt (20 percben) a Magyar Televízió két alkalommal is bemutatta.

## Újjáalakulás:Lord 2002, Kifutok a világból, Örökké, Lord 45, Lord 50(2000-től napjainkig)
1999 őszén elkezdődött a szervezkedés, hogy 2000. április 30-án ismét együtt lépjen színpadra az Erős Attila – Gidófalvy Attila – Gyurik Lajos – Pohl Mihály – Vida Ferenc felállású Lord együttes.
A 2000-es év elején a Hungaroton megjelentette CD-n a Szemedben a csillagok című albumot, rajta bónuszként a két Lord kislemez dalaival. Az eredetileg tervezett egyetlen újjáalakuló koncert sikere annyira nagy volt, hogy némi fontolgatás után a folytatás mellett döntöttek. A zenekar megfordult a nagyobb városokban, de a szokásos helyek (Sitke, Sziget fesztivál, Szombathely) is napirenden maradtak. A Hungaroton sem tétlenkedett, újra megjelentette a Ragadozók című albumot. A média is beszámolt a Lord újraéledéséről, jövőbeli terveikről. Egy évvel később a Lord 3. CD-változata is megjelent, rajta három vadonatúj dallal. 2002-ben a téli pihenő után, februárban indult útnak a zenekar, hogy koncertezzen. Tavasszal a zenekar új információs lapot indított az interneten „LORDINFO” néven. A nyári turné után, októberben bevették magukat a stúdióba, hogy új számokat rögzítsenek. A karácsonyi piacra időzített album a Lord 2002 nevet kapta.
2004. március 12-én Budapesten a Wigwam Rock Klubban megrendezett Arany Nyíl Rock Gálán és Díjátadón a Lord együttest nagy öröm érte, hiszen a közönségszavazatok alapján a 2003-as év életműdíjasa lett a zenekar. A díjat szombat hajnalban miskolci koncertjükről érkezve a Wigwam közönsége előtt vették át a zenekar tagjai. Gidófalvy Attilát felkérték, hogy vegyen részt a Karthago 2005-ös turnéján. Barátját, Jankai Bélát kérte fel, hogy ha a koncertek ütköznek, segítse ki a Lordot a billentyűs posztján.
Bár a zenekar nem teregette ki, kiszivárogtak a belügyei. Nézeteltérések alakultak ki Vida Ferenc és a Lord többi tagja között. A feszültség augusztusban érte el tetőpontját, és az együttes széthullásával fenyegette, ezért úgy döntöttek, hogy Vida hagyja el a zenekart. Az ötven év feletti zenészek közé a huszonéves Apró Károly (Frenkie) érkezett, aki öthúros basszusgitárján olyat mutatott debütáló fellépésén, hogy a rajongók azonnal megkedvelték. Az őszi és téli turnék hangulata már megmutatta, hogy a megújulás hasznára vált a csapatnak, bár a Lord névre Vida Ferenc is igényt tartott. Együttesének „Új Lord” elnevezése nyomán tovább éleződött az ellentét. Az egykori alapító együttese 2016-ig Vida LRD, majd Vida Rock Band néven futott, három albumot adott ki, de koncertjein rendszeresen játszott Lord-dalokat is. A zenekar feloszlott, a basszusgitáros pedig új társakkal már csak Vida néven zenélt tovább, egészen 2017-es haláláig.
2006-ban a Lord újra Oberschützenben, Ausztriában vonult stúdióba. A Kifutok a világból album hivatalosan Húsvét vasárnapján kerülhetett a rajongók kezébe a budapesti lemezbemutató koncerten. Kiadó hiányában a zenekar maga terjesztette az érezhetően sikeres lemezt. Az Arany Nyíl rock gálán Gidófalvy Attila lett az előző év billentyűse. Májusban a Lord együttes a 2006. évi Európai Arany Művész Nemzetközi Minőségi Díjat vehette át ünnepélyes keretek között a Művészetek Palotájában, ahol Pohl Mihály elénekelte a Ha tudnám című dalt.
Az együttes 35 éves fennállását 2007. szeptember 29-én ünnepelte meg Szombathelyen, az Agóra Művelődési és Sportházban. A koncerten fellépett a zenekarral a volt tagok közül Sipőcz Ernő, Török József, Keszei Tamás és Baán Imre. A fellépés DVD-n is megjelent.
2009-ben jelent meg a Szóljon a Lord dupla remake-album, majd a következő évben egy friss nagylemez, az Örökké című album. Szomorú évek következtek a zenekar életében, 2010 júniusában elhunyt Nádas Károly, az együttes korábbi dobosa. két évvel később, 2011. december 20-án súlyos betegség következtében elhunyt Balogh József költő, az együttes szövegírója.
Az együttes 2012-ben ünnepelte fennállásának 40. évfordulóját. A nagy ünnepi koncert szeptember 15-én volt a Petőfi Csarnok szabadtéri színpadán. Vendégként Török József játszott az együttessel, az előzenekar pedig a Sipőcz Rock Band volt. A koncertről CD és DVD felvétel készült. Újra kiadták az együttes szinte teljes diszkográfiáját (1985–2006). 2014 júniusában megjelent az énekes, Pohl Mihály első szólólemeze, Lazán és könnyedén címmel, amin Gidófalvy Attila és Apró Károly zenekari tagok is közreműködtek.
2015-ben új billentyűs csatlakozott a csapathoz Beke Márk személyében, eleinte állandó vendégként, illetve Gidófalvy Attila helyetteseként, míg 2016-tól állandó tagként. A Roncsbárnak adott online interjúban Gidófalvy Attila elárulta, hogy a Lord 2016-ban új albummal jelentkezik.
2016. április 17-re virradóra elhunyt Sipőcz Ernő, a zenekar alapító énekese. Novemberben az együttes Weöres Sándor-díjat kapott.
2017. január 19-én elhunyt Vida Ferenc, a zenekar alapító basszusgitárosa és korábbi vezetője. A zenekar fennállásának 45. évfordulója alkalmából február 11-én nagyszabású szuper-koncertet adtak (közel 3 órás műsorral) a Papp László Budapest Sportarénában. Ekkor jelent meg magánkiadásban új albumuk Lord 45 címmel. A koncertről dupla CD és DVD-felvétel is készült, ami 2018 októberében jelent meg. Ezen a koncerten lépett fel a zenekarral utoljára Gidófalvy Attila, mert 2017. április 21-én – 30 év után – váratlanul kilépett az együttesből.
2018 nyarán újjaéledt a Lord és a Hammer Records közötti együttműködés, aminek keretében a Lord 45 album, egy 1000 db-os limitált kiadás formájában, vinyllemezen is megjelent. 2021 májusában Beke Márk távozott a zenekarból. Nem sokkal később, 2021 júniusában pedig Gyurik Lajos dobos távozott.
Helyükre két új tag érkezett: a dobokon a Gyurik Lajost már egy ideig helyettesítő és a Fáraóban is váltó  Világi Zoltán (Power,Demonlord) a billentyűs hangszereken pedig ezentúl Horváth Zsolt (Deák Bill Blues Band,  Tűzmadár) játszik.
A zenekar 2022-ben ünnepelte fennállásának 50. évfordulóját. Ennek alkalmából egy jubileumi – és a nagy igény miatt egy ráadáskoncertet (Best Of Lord) – adott a Lord a csepeli Barba Negra Red Stage-en, december 3-án és 4-én. Az első koncerten vendégként lépett  fel a korábbi tag Gidófalvy Attila, Rudán Joe, Kálmán György (B52, Triász) és Diószegi Kiki (Down For Whatever). Az eredeti tervtől eltérve a vendégénekesek – Rudán kivételével – a vasárnapi koncerten is felléptek. Paksi Endre és Petrás János betegség miatt lemondta a vendégszereplést, és Erős Attila is egy (valószínűleg fogászati/szájsebészeti) műtétet követően játszott a két estén. Az első este vendégzenekarai a B52, valamint a Pohl Mihály fiát, Dávidot is soraiban tudó Pair o’Dice volt, a második koncerten pedig Koroknai Árpád zenekara, a Kori Band melegített  be. A koncerthelyszínre meghívást kaptak a zenekar még élő tagjai is. Az első koncertről felvétel készült, amely Lord 50 – Neked Soha Nem Elég címmel, 2024. szeptember 27-én jelent meg, dupla CD-n, DVD-n és USB-pendrive-on.
2025 nyarán ideiglenes változás állt be a zenekar életében: 44 év után egy orvosi beavatkozás  (szívműtét) 
- 1992, 2000– )
- Apró Károly – basszusgitár, vokál (2005– )
- Világi Zoltán – dobok, vokál (2015, 2021– )
- Horváth Zsolt – billentyűs hangszerek (2021– )

Eredeti felállás
- Vida Ferenc – basszusgitár, zenekarvezető (1972–1992, 2000–2005) († 2017)
- Sipőcz Ernő – ének, gitár (1972–1981), (2005–2014 között alkalmi vendég) († 2016)
- Papp László – billentyűs hangszerek (1972–1974)
- Sütő István – dobok (1972–1974)

A legtartósabb felállás (2006–2014)
- Pohl Mihály – ének (1981– )
- Sipőcz Ernő  – ének (1972–1981) – alkalmi vendég  († 2016)
- Erős Attila – gitár (1976, 1979 –1992, 2000– )
- Apró Károly – basszusgitár (2005– )
- Gyurik Lajos – dobok (1989-1990, 2000–2021)
- Gidófalvy Attila – billentyűs hangszerek (1987–1990, 2000–2017)
- Török József – billentyűs hangszerek (1984–1987, 2005–2014) – állandó vendég, a koncertek egy részén Gidófalvy Attila helyettese

## Diszkográfia
Stúdióalbumok
- 1985 – Big City Lights
- 1988 – Szemedben a csillagok
- 1989 – Ragadozók
- 1990 – Lord 3
- 1992 – Az utca kövén
- 1993 – Olcsó és ügyes
- 2002 – Lord 2002
- 2006 – Kifutok a világból
- 2010 – Örökké
- 2017 – Lord 45